# Aubervilliers - Pantin - Quatre Chemins (metrostation)
Aubervilliers – Pantin – Quatre Chemins er en station på linje 7 i metronettet i Paris. Den blev åbnet 4. oktober 1979.
Metrostationen ligger, hvor den romerske vej mellem Lutetia og øst-Flandern (nu N2) og vejen mellem de franske kommuner Aubervilliers og Pantin krydser hinanden, deraf stationens navn.

## Trafikforbindelser
- RATP